# 4 Dywizja Strzelców Polskich (II Korpus)

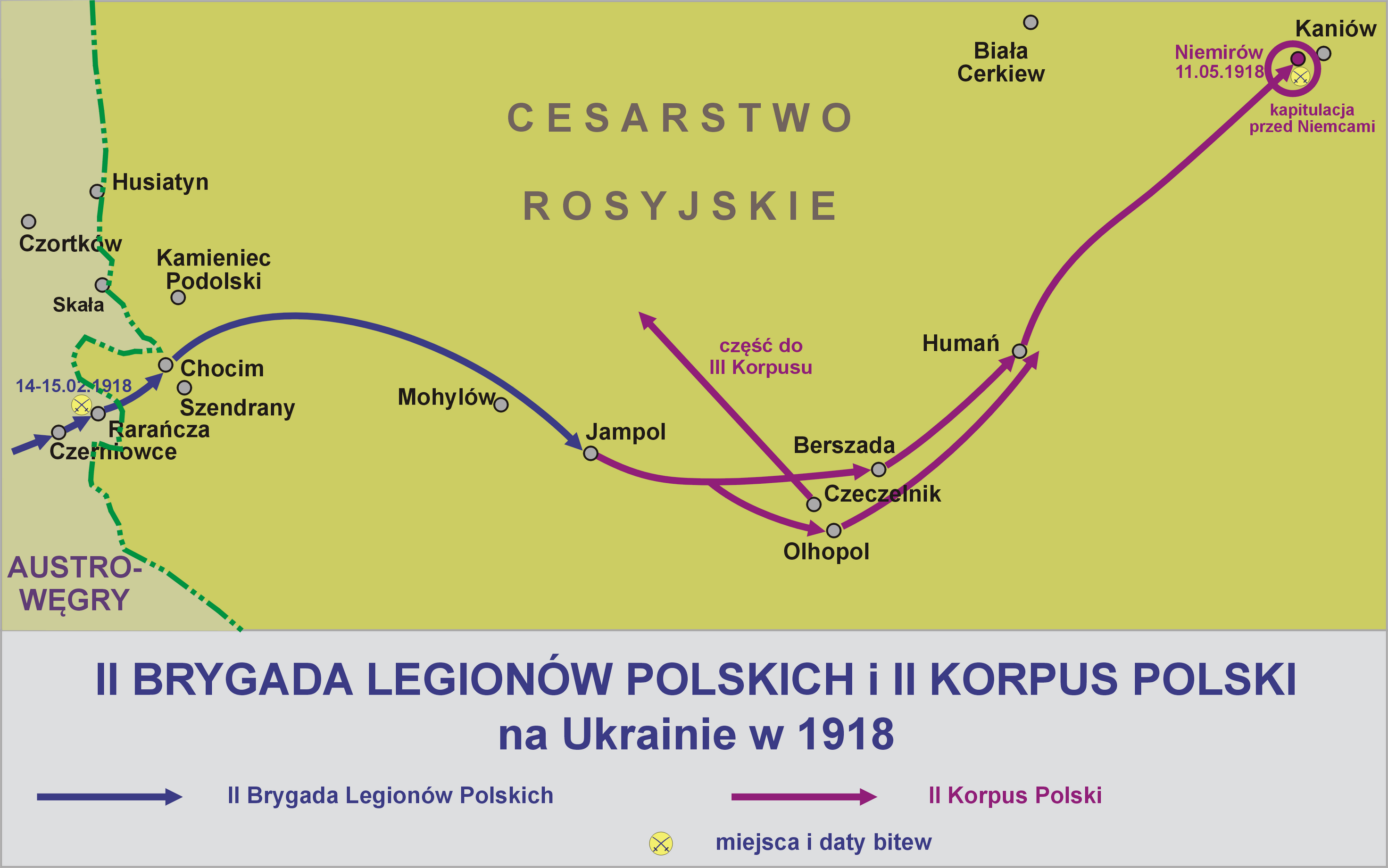
Dywizja walczyła w składzie II Korpusu Polskiego

4 Dywizja Strzelców Polskich – wielka jednostka piechoty II Korpusu Polskiego Wojska Polskiego na Wschodzie.
Sformowana na bazie rosyjskiej 166 Dywizji Piechoty z 9 Armii w grudniu 1917 w Suczawie na Bukowinie. Formowanie kontynuowano później w Sorokach w Besarabii. Weszła w skład II Korpusu Polskiego. Rozformowana razem z Korpusem 11 maja 1918.

## Dowództwo dywizji
dowódcy:
- płk Lucjan Kopczyński
- gen. ppor. Władysław Glass (?-28.03.1918)[2]
- płk Franciszek Zieliński[3]

szefowie sztabu:
- ppłk Stanisław Dowoyno-Sołłohub
- kpt. Zygmunt Durski[3]

## Struktura organizacyjna
dowództwo
- 13 pułk strzelców
- 14 pułk strzelców
- 1 bateria artylerii haubic

Pułki początkowo składały się z jednego batalionu i liczyły ok. 100 żołnierzy. Jako uzupełnienie do dywizji wcielono bataliony 2 pułku Brygady Karpackiej (II Brygada Legionów).